# Naryes

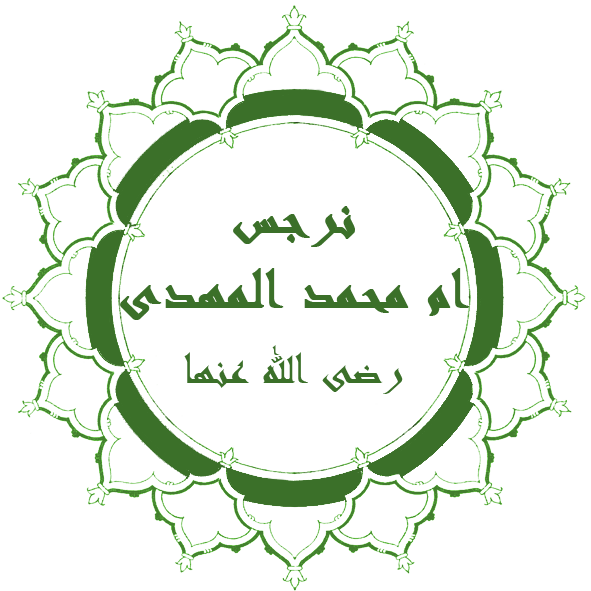
Caligrafía árabe de Naryes.

Naryes, según los hadices chiitas, es el nombre de la esposa de Hasan al-Askari, el undécimo Imam de los chiitas, y es la madre de Muhammad ibn Hasan (Mahdi). Según algunas fuentes chiitas, como los libros de Sheij Tusi, Ibn Bab Wayh y Nomani, han mencionado los nombres para ella como: Naryes, Susan, Reyhana, Maryam, etc., También ha sido narrada una historia sobre su vida.
Según las narraciones, era hija del hijo del emperador bizantino, y a su vez, su madre era descendiente de Simón, el apóstol de Jesús.
Según los documentos de chiitas, Naryes tuvo un sueño muy extraño que la llevó a aceptar el Islam y a tomar la decisión de unirse al ejército bizantino, que se dirigía a luchar contra los musulmanes. En esa guerra ella fue tomada prisionera, junto con un grupo de acompañantes. Hadi, el décimo Imam, envió a una persona para que la llevase a Samarra.

## Vida
El nombre real de la madre del Mahdi era Malika, pero era conocido popularmente como Naryes en el mundo islámico. Aparte de esto, otros epítetos eran Susan, Saikal y Rehana. Nombre de su padre era Yusha, hijo de Qaiser de Roma y su madre era de la progenie de Shamoon Al-Safa, un gran seguidor y vicegerente de Jesucristo.
Según los documentos chiitas, ella como sierva de los ejércitos musulmanes fue llevada a Iraq y comprada por orden de Ali al-Hadi, uno de los compañeros de Ali al-Hadi. Luego ella se casó con Hasan al-Askari.

## Muerte
Hay dos narraciones relativas a su muerte:
Según esclava de Abu Ali Khizrani, Hasan Askari narrado a ella los incidentes sobre su muerte que le dolió y ella pidió Imam suplicar a Dios por su temprana muerte durante su tiempo de vida. En consecuencia, murió durante la vida del Imam Hasan Askari y que está grabado en su tumba "Esta tumba es de la madre de Muhammad".
Muhammad ibn Husayn dice que ella estaba viva después de la muerte del Imam y fue encarcelado por Mo'tamid Abbasi, quien ordenó una estricta vigilancia sobre ella a través de algunas mujeres.